# Elizabeth Duncan
Elizabeth Duncan, née le 8 novembre 1871 à San Francisco et décédée le 1er décembre 1948 à Tübingen, est une danseuse et professeure de danse. Elle passe une grande partie de sa vie en Allemagne. Elle est la sœur aînée de la danseuse et chorégraphe Isadora Duncan. Elle consacre sa vie à l'amélioration de l'enseignement de la danse, en particulier dans le courant de danse moderne et en parallèle de la carrière de sa sœur.

## Biographie
Les sœurs ouvrent leur première école à Berlin en 1904, puis Elizabeth ouvre une école à Darmstadt en 1911, qui déménage dans la région de la vallée de l'Hudson en 1915, à Potsdam en 1921, à Salzbourg de 1925 jusqu'à 1935, avec un brève intermède parisien en 1930, s'installe à Munich en 1935, de nouveau à Salzbourg en 1945, et de nouveau à Munich jusqu'à sa mort en 1948.
Par l'intermédiaire de sa sœur, Elizabeth fait la connaissance de Jules Grandjouan, qui lui rend visite à son école de Darmstadt. Il réalise lors de son séjour en juin 1914 des cartons d'invitations pour divers spectacles et exprime son admiration pour son entreprise par ces propos : « Peu de femmes ont eu cette force sure d’elle et cette ténacité subtile pour mener à bien une œuvre d’une telle envergure ».
Elizabeth Duncan contribue à la formation des Isadorables, six élèves sélectionnées par Isadora et que celle-ci a ensuite adoptées.

## Publication
- La Musique et la danse dans l'éducation. L'école de Miss Duncan à Darmstadt, Escarmouches pour la tradition, sans date[5]